# Sauvignon Gris
Sauvignon gris ist eine weiße Rebsorte, die aus einer Mutation der Sorte Sauvignon Blanc entstanden ist. Obwohl die Haut der Weinbeeren rötlich bis rot gefärbt ist, wird sie den weißen Sorten zugeordnet.
Die Sorte wird in Deutschland u. a. in Baden, der Pfalz und an der Mosel angebaut. Auch in der Schweiz (8,8 Hektar, Stand 2019), in Griechenland und Frankreich (407 Hektar, wo sie zu den grauen bzw. roséfarbenen Sorten gezählt wird) ist Sauvignon gris bekannt. Der Übergang zu den Varianten Sauvignon rouge und Sauvignon violet ist jedoch nicht genau definiert. In Chile, Kalifornien (Chalk Hill AVA), Neuseeland und Uruguay wird die Sorte ebenfalls kultiviert.

## Synonyme
Die Rebsorte Sauvignon gris ist auch unter den Namen Fié, Sauvignon rose und Surin gris bekannt.

## Ampelographische Sortenmerkmale
In der Ampelographie wird der Habitus folgendermaßen beschrieben:
- Die Triebspitze ist offen. Sie ist stark weißwollig behaart mit leicht rötlichem Anflug. Die gelblichen, leicht bronzefarbenen Jungblätter sind schwach behaart.
- Die kleinen bis mittelgroßen Blätter sind rundlich, meist fünflappig und nur wenig gebuchtet aber am Blattrand stark wellig. Die Stielbucht ist V- oder U-förmig offen. Das Blatt ist stumpf gezähnt. Die Zähne sind im Vergleich der Rebsorten mittelgroß. Die Blattoberfläche (auch Spreite genannt) ist blasig derb.
- Die zylinderförmige Traube ist klein und dichtbeerig. Der Traubenstiel ist kurz und vergleichsweise holzig. Die länglichen Beeren sind klein und von rötlicher Farbe. Die Schale der Beere ist dick.

Der Sauvignon gris treibt relativ spät aus (zirka eine Woche nach dem Silvaner). Dadurch entgeht er eventuellen späten Frühjahrsfrösten. Der Blütezeitpunkt liegt ebenfalls spät. Sauvignon gris reift zirka 20 bis 25 Tage nach dem Gutedel. Die Sorte hat einen sehr kräftigen Wuchs. Der Ertrag ist jedoch durch starke Verrieselung eingeschränkt und liegt bei maximal 60 – 70 Hektolitern / Hektar.
Gegenüber dem Echten und Falschen Mehltau ist sie mittelmäßig anfällig. Sie neigt darüber hinaus zum Befall von Schwarzfäule und Rohfäule.